# Pamperpaal
Een pamperpaal is een klimpaal die tussen de vier en tien meter hoog kan zijn.
Met behulp van voetsteunen die aan weerszijden zijn bevestigd kan men gezekerd de paal beklimmen. De bedoeling is dat men erbovenop gaat staan en er dan vanaf springt. Een touwsysteem remt de val af en zorgt ervoor dat men veilig landt.